# Federación de Organizaciones de Base
La Federación de Organizaciones de Base (FOB) es movimiento social y político que abarca distintas organizaciones políticas barriales de toda Argentina de tendencia anarquista formada en 2006. Forma parte de lo que se conoce como movimiento piquetero y tienen un carácter apartidario basándose puntualmente en principios de democracia directa, autogestión, independencia de clase, federalismo y feminismo.

## Historia
La FOB surge en el año 2006 como una organización de base alternativa a las otras organizaciones piqueteras, esta idea puede traducirse como una organización horizontal sin líderes cuya coordinación es sin jerarquías primando la autogestión y la autoorganización sin depender de partidos políticos ni del Estado.